# Дедаев, Николай Алексеевич
Николай Алексеевич Деда́ев (25 октября 1897, с. Кочкурово, Симбирская губерния — 25 июня 1941, Лиепая) — советский военачальник, генерал-майор (4.6.1940), командир 67-й стрелковой дивизии.

## Биография
Русский, из крестьян. С детских лет батрачил. Участвовал в революционных выступлениях. За участие в забастовке был арестован, заключён в тюрьму, затем отправлен на фронт Первой мировой войны, которую окончил в чине младшего унтер-офицера Гвардейского запасного кавалерийского полка.
Член РКП(б) с 1918 года. Активный участник Гражданской войны. С ноября 1917 — помощник командира, с марта 1918 — командир «1-го Красного партизанского отряда гвардейской кавалерии», командир отдельного эскадрона (с апреля 1918 г.), командир эскадрона (с июня 1918 г.).
С августа 1918 года — командир 1-го Царицынского кавалерийского полка, затем, с января 1919 года командовал 1-м Камышинским кавалерийским полком. За боевые заслуги награждён орденом Красного Знамени.
С июля 1921 года — помощник начальника школы 2-й кавалерийской дивизии. В декабре 1924 года окончил Ленинградскую высшую кавалерийскую школу РККА и был направлен командиром и военкомом 29-го кавалерийского полка 5-й кавалерийской дивизии.
В мае 1933 года окончил Военную академию им. М. В. Фрунзе, по окончании которой получил назначение на должность помощника командира 12-й кавалерийской дивизии, с января 1934 года — командир и военный комиссар отдельного сводного горских национальностей кавалерийского полка, командир и военком 127-го кавалерийского полка.
С марта 1937 года находился в распоряжении Управления по командному и начсоставу РККА, помощник командира 29-й кавалерийской дивизии, с июня 1938 г. — 5-го кавалерийского корпуса, затем с октября 1939 г. — командовал 25-й кавалерийской дивизией.
Командиром дивизии участвовал в советско-финской войне (1939—1940). За мужество награждён орденом Красной Звезды.
В дальнейшем — командир 22-й кавалерийской дивизии, с 14 марта 1941 года — командир 67-й стрелковой дивизии, которая дислоцировалась в районе латвийского городка — морской базы Лиепая (Либава).
В составе 8-й армии Северо-Западного фронта с первых дней Великой Отечественной войны сражался со своей дивизией против фашистов на подступах к Лиепае.
Будучи талантливым военачальником, ещё за день до начала войны Н. Дедаев отдал приказ вывести из казарм войска на учение и рассредоточить их в 15-25 км вокруг города. Таким образом, первая волна фашистских бомбардировщиков бомбила пустые казармы гарнизона.
На третий день боёв, 25 июня, генерал Дедаев, находясь на КП дивизии, получил в результате артиллерийского обстрела смертельное ранение. Отступающими бойцами Лиепайского гарнизона в тот же день был похоронен в братской могиле на территории военно-морского госпиталя.
Летом 1947 года перезахоронен на Тосмарском кладбище, а в октябре 1977 года — на Центральном кладбище Лиепаи.

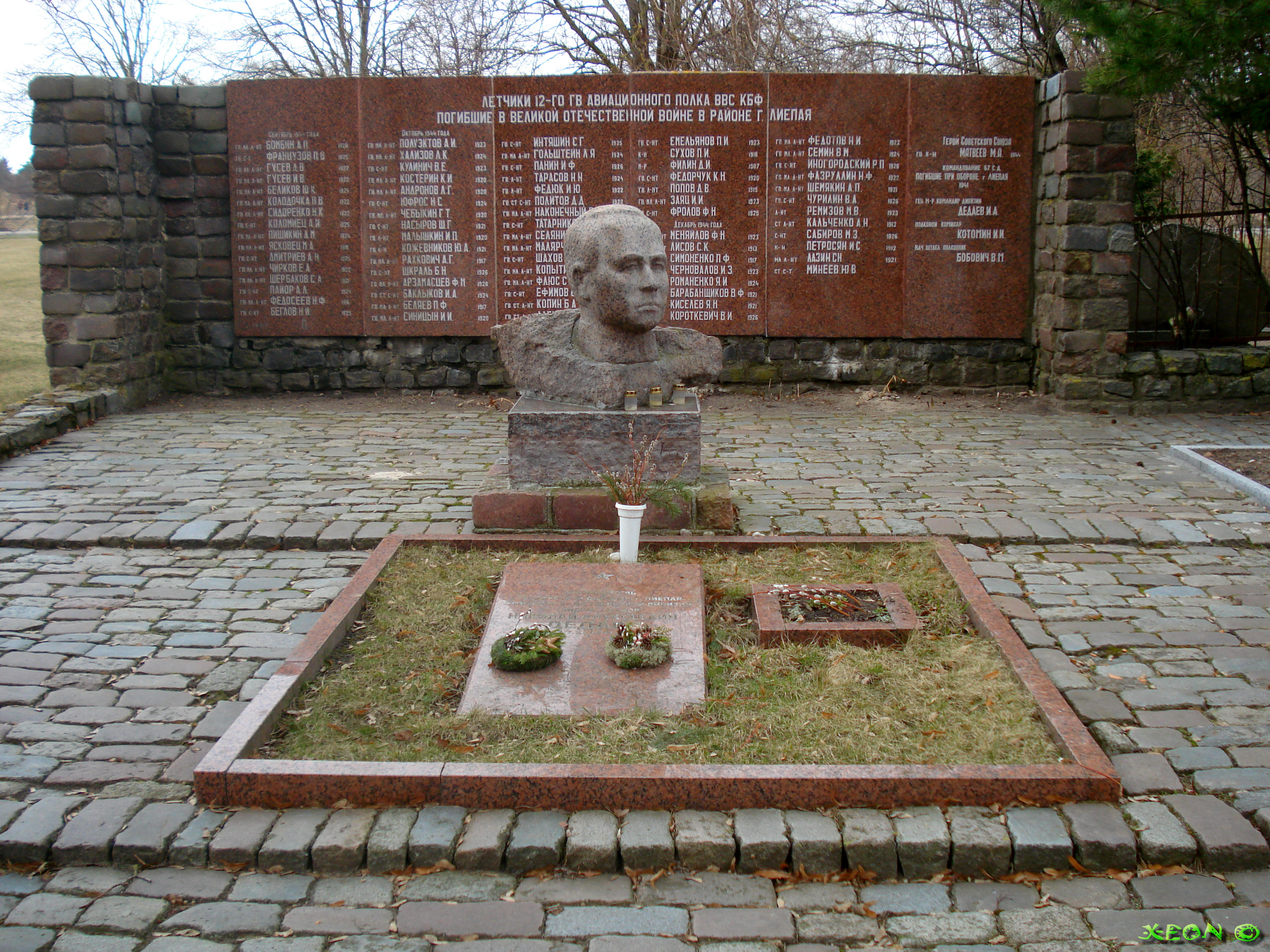
Могила Дедаева

В советские времена имя генерала Дедаева носила улица Силькю (Siļķu) в Лиепае.

## Воинские звания
- полковник (17.02.1936)
- комбриг (4.11.1939)
- генерал-майор (4.06.1940)

## Награды
- Орден Красного Знамени
- Орден Отечественной войны I степени (посмертно)
- 2 ордена Красной Звезды
- Юбилейная медаль «XX лет Рабоче-Крестьянской Красной Армии»